# Livro de Lismore

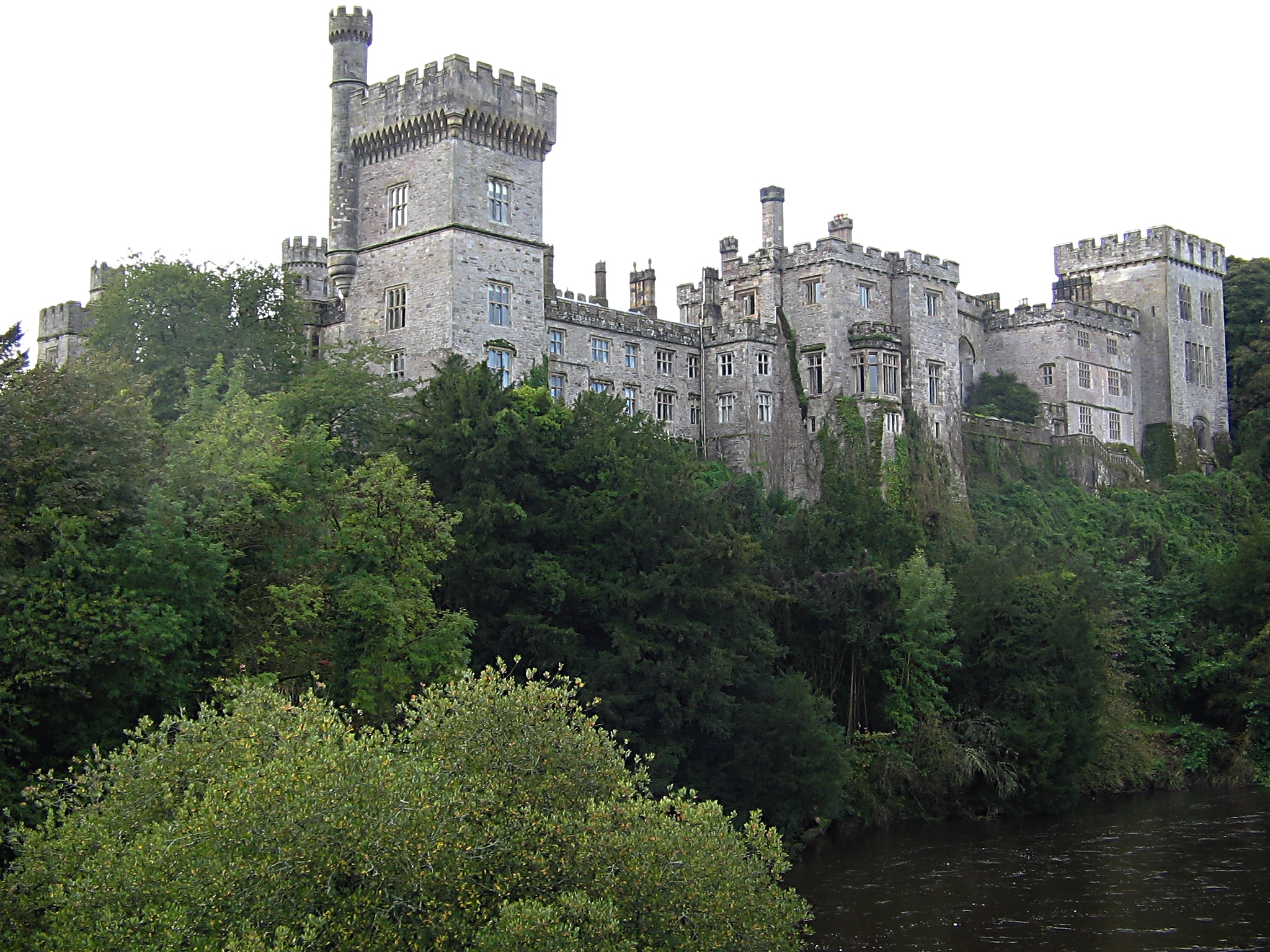
Castelo de Lismore, onde o manuscrito foi descoberto

O Livro de Lismore é um manuscrito irlandês medieval em papel velino do início do século XV .

## História
O Livro de Lismore consiste em quase 200 grandes páginas de pergaminho. Provavelmente foi escrito por escribas profissionais, alguns dos quais pertenciam à Ordem Franciscana. O trabalho foi compilado em Kilbrittain, County Cork, para o Senhor de Carbery Fínghin Mac Carthaigh e a sua esposa. No final do período medieval, muitas famílias aristocráticas irlandesas contratavam escribas para escrever manuscritos.
O livro é um compêndio de obras irlandesas e europeias. A primeira secção foca-se principalmente com a vida dos santos irlandeses, “antes de passar para o material traduzido: a História dos lombardos e as conquistas de Carlos Magno”. Além disso, este livro medieval contém as Viagens de Marco Polo traduzidas, que é o único exemplo existente.
O Livro de Lismore também contém “Fionn MacCumhaill e os Fianna, conforme contado na longa saga conhecida como Agallamh na Seanórach”. Esses contos narram a vida e as aventuras do mítico guerreiro e caçador Fionn, uma das figuras mais importantes da mitologia irlandesa. Muitos marcos da ilha estão associados ao heróico Fionn.
O Livro foi entregue ao conde de Cork, pai do grande cientista Richard Boyle, após o cerco do castelo de Kilbritttain na década de 1640. Depois, foi murado no Castelo de Lismore, juntamente com um báculo de valor inestimável, um bispo ou abade pessoal, por razões desconhecidas.
O manuscrito foi encontrado em 1814 atrás de uma parede no Castelo de Lismore, e entregue no ano seguinte a Dennis O'Flynn, um historiador de Cork que o nomeou da forma atual. Em 1855, Eugene O'Curry acusou O'Flynn de ter separado o livro em várias partes para tentar vendê-las separadamente.. Permaneceu no Castelo de Lismore antes de ficar na posse da Família Cavendish e ser levado para a Grã-Bretanha.
Em 2020, a família Cavendish doou o livro à University College Cork. O duque de Devonshire, membro da família Cavendish, afirmou que a “sua família espera que o livro beneficie muitas gerações de estudantes, académicos e visitantes da universidade”.